# Rußbach am Paß Gschütt
Rußbach am Paß Gschütt egy 796 lélekszámú község Ausztriában.

## Fekvése
Salzburg szövetségi tartomány keleti határán, Halleini járásban található. A falu a 957 méter magas Gschütt hágó előtt fekszik 813 méterrel a tengerszint felett. Ez Tennengau tájegység legkeletibb települése, a szomszédos Gosau már A Felső-Ausztriához tartozó Salzkammergut régió része.
A település részei:
- Gseng (183 fő, 2015. január 1-jén[3])
- Rußbachsaag (409)
- Schattau (194)

## Turizmus, látnivalók
A falu nevezetes a környéken nagy számban található fosszíliákról. Nyáron a turisták kedvelt időtöltése a fosszilíákat rejtő kövek keresése, a "Fosszíliák völgyében".
A környező hegyek mind nyáron, mind télen számos lehetőséget kínálnak a természeti sportok kedvelőinek. A község határában található Hornbahn felvonóval 1450 méteres magasságig lehet feljutni, ahonnan számos túraútvonal és sípálya indul. A település a Dachstein-West sírégióhoz tartozik.
A nyári hónapokban szabadtéri strand és vízi kalandpark is várja a látogatókat.